# Sid Meier's Gettysburg!
Sid Meier's Gettysburg! est un wargame en temps réel conçu par Sid Meier, cofondateur de Firaxis Games, et publié par Electronic Arts en 1997 sur PC. En 1998, Gettysburg gagne le Origins Award du Meilleur Jeu de Stratégie pour Ordinateur sorti en 1997.  Il est suivi par Sid Meier's Antietam! en 1999.
Le jeu permet au joueur de contrôler les troupes de, soit la Confédération ou l'Union durant la Bataille de Gettysburg durant la guerre de Sécession. Il peut être joué comme un scénario unique, comme une campagne composé de plusieurs scénarios liés racontant l'histoire originale ou explorer d'autres possibilités alternatives.
Le moteur est le même que celui utilisé dans le jeu Waterloo: Napoleon's Last Battle (qui est une version modifiée pour Austerlitz: Napoleon's Greatest Victory), tous deux fait par BreakAway Games.

## Mods
Gettysburg possède une large communauté de ("moddeurs"). Les joueurs peuvent personnaliser les cartes, les uniformes, les sons et les unités. Cet aspect s'est presque avéré indispensable pour les amateurs de la guerre civile à la recherche de modèles plus précis historiquement. Cela a abouti à la recréation d'autres grands batailles célèbres tels que la bataille de Fredericksburg, la première bataille de Bull Run, la campagne de la Péninsule et d'autres.

## Jeux en ligne
Quand le jeu est sorti, le multijoueur en ligne était hébergé par MPlayer (en) (un réseau de jeu en ligne racheté par GameSpy). Depuis son rachat par GameSpy, la popularité du mode en ligne a diminué, cependant, quelques joueurs continuent de jouer sur des serveurs GameSpy.
À l'apogée du jeu en ligne, il y avait plusieurs groupes de joueurs. Une échelle compétitive (ligue) était également présent à cette époque, dont le Hall of Fame peut toujours être consulté. "Case's Ladder"

## Accueil
| Sid Meier's Gettysburg! |      |       |
| Média                   | Pays | Notes |
| Computer Gaming World   | US   | 4.5/5 |
| Cyber Stratège          | FR   | 4,5/5 |
| GameSpot                | US   | 93 %  |
| Joystick                | FR   | 75 %  |
| PC Gamer UK             | GB   | 82 %  |
| PC Jeux                 | FR   | 91 %  |